# Dennis Shepherd
Dennis Shepherd   (Johannesburg, 11 d'octubre de 1926 - Johannesburg, 13 de juny de 2006) va ser un boxejador sud-africà que va competir durant la dècada de 1940.
El 1948 va prendre part en els Jocs Olímpics d'Estiu de Londres, on guanyà la medalla de plata de la categoria del pes ploma del programa de boxa. Va perdre en la final contra l'italià Ernesto Formenti.